# Kōstas Flevarakīs
Kōstas Flevarakīs (in greco Κώστας Φλεβαράκης?; Salonicco, 24 maggio 1969) è un allenatore di pallacanestro greco.

## Palmarès

### Club
- Campionato kazako: 1

Astana: 2017-18
- Coppa di Grecia: 1

PAOK Salonicco: 1998-99
- Coppa del Kazakistan: 1

Astana: 2018
- Coppa di Cipro: 1

Keravnos: 2006